# 分钟

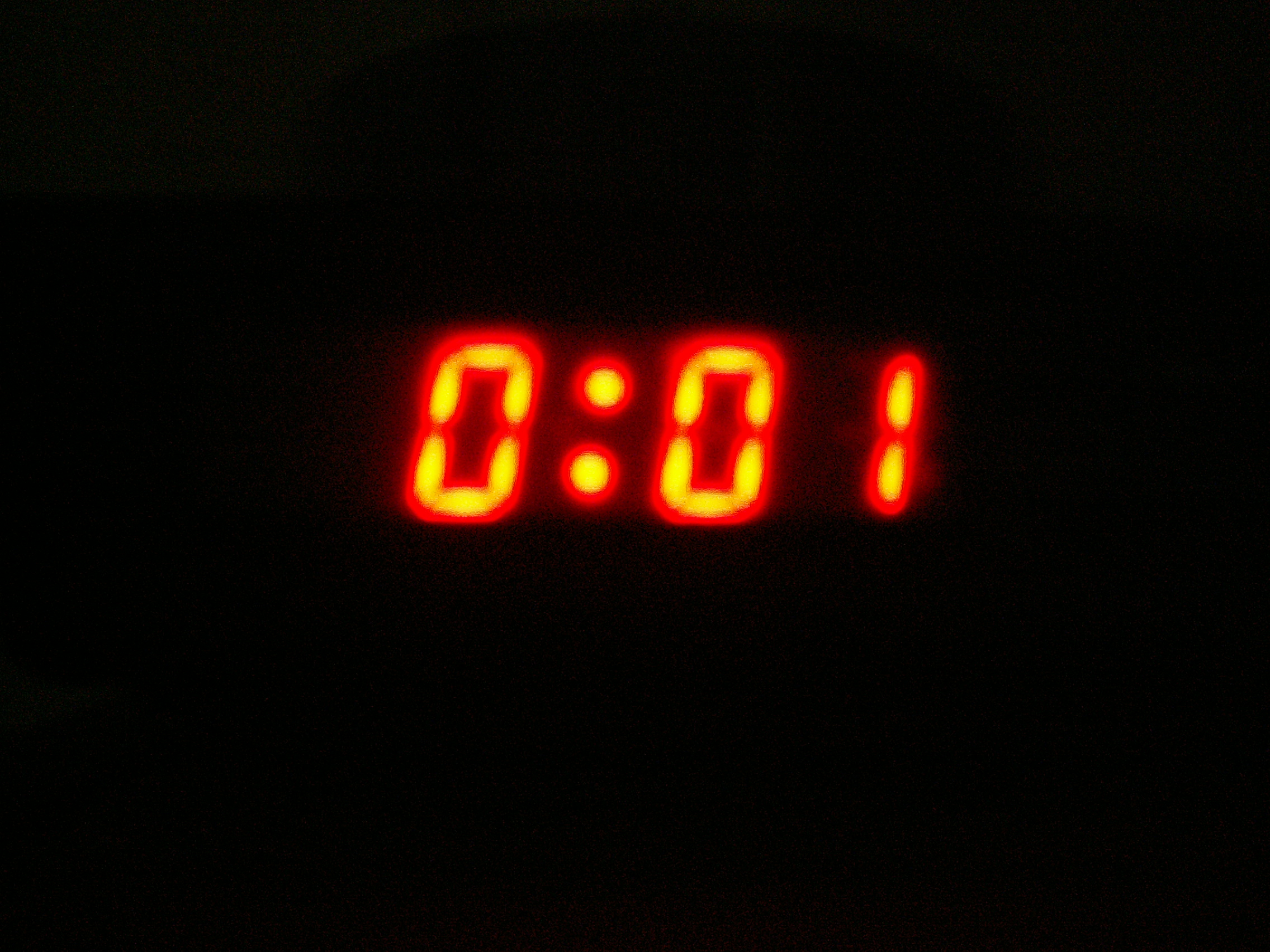
分钟

分又稱作分钟 ，是时间的量度单位，符號為min。法語：，原意是“微小”的意思。
分鐘之單位符號min不得加點「.」；此外，由於min係符號之概念，故配合複數使用時仍應維持min，不得加s。
1 分钟 = 60 秒
1 小时 = 60 分钟

## 参見
- 国际单位
- 时间单位
- 时间长度比较
- 小时
- 秒
- 数量级
- 单位转换